# Gmina Ciepielów
Gmina Ciepielów ([ˈɡmina_t͡ɕɛˈpjɛluf]) es una gmina rural en el Distrito de Lipsko, Voivodato de Mazovia, en el centro-este de Polonia. Su sede es el pueblo de Ciepielów, que se encuentra aproximadamente a 12 kilómetros (7 millas) al noroeste de Lipsko y 115 km (71 millas) al sur de Varsovia.
La gmina cubre un área de 135,3 kilómetros cuadrados (52,2 millas cuadradas), y en 2006 su población total es de 5 789.

## Aldeas
Gmina Ciepielów contiene las aldeas y asentamientos de Antoniów, Anusin, Bąkowa, Bielany, Borowiec, Chotyze, Ciepielów,Ciepielów-Kolonia, Czarnolas, Czerwona, Dąbrowa, Drezno, Gardzienice-Kolonia, Kałków, Kochanów, Kunegundów, Łaziska,Marianki, Nowy Kawęczyn, Pasieki, Pcin, Podgórze, Podolany, Ranachów B, Rekówka, Sajdy, Stare Gardzienice, Stary Ciepielów, Świesielice, Wielgie y Wólka Dąbrowska.

## Gminas vecinas
Gmina Ciepielów limita con las gminas de Chotcza, Iłża, Kazanów, Lipsko, Rzeczniów, Sienno and Zwoleń.